# Mytilida
Die Mytilida oder Mytiloida sind eine Ordnung der Muscheln (Bivalvia), die zur Infraklasse Pteriomorphia innerhalb der Autolamellibranchiata gestellt wird. Es handelt sich um eine ausschließlich im Meer vorkommende Muschelgruppe. Die ältesten Mytilida treten möglicherweise bereits im Ordovizium, sicher ab Devon auf.

## Merkmale
Die Gehäuse der Vertreter der Mytilida sind ursprünglich eiförmig, die meisten Gruppen haben verlängerte Gehäuse. Der Wirbel sitzt nahe dem Vorderende des Gehäuses. Die Schale besteht aus aragonitischen und kalzitischen Lagen sowie dem z. T. auch dicken organischen Periostracum. Das Schloss ist meist einfach, die Schlosszähne mehr oder weniger stark reduziert (dysodont oder adont). Das Ligament liegt extern und ist opisthodet, d. h. liegt hinter dem Wirbel. Der vordere Schließmuskel ist gegenüber dem hinteren Schließmuskel deutlich verkleinert, also anisomyar. Die Mantellinie ist nicht oder nur wenig eingebuchtet. Viele Formen besitzen einen Byssus, mit dem sie am oder im Substrat angeheftet oder verankert sind.

## Geographische Verbreitung und Lebensweise
Die Vertreter der Mytilida leben überwiegend in den Gezeitenbereichen der heutigen Meere oder dem flachen und tieferen Subtidal. Sie sind meist an das Substrat mit Hilfe des organischen Byssus angeheftet und können Kolonien bilden. Andere Gruppen leben halb oder ganz eingegraben im Lockersediment oder sind sekundär bohrend in Kalksteinen und Korallenskeletten geworden (Lithophaga). Andere Formen (Unterfamilie Bathymodiolinae) sind in die Tiefsee vorgedrungen und leben in Symbiose mit chemoautotrophen Bakterien an hydrothermalen Quellen und Cold Seeps (z. B. Methanquellen). Wiederum andere Formen leben auf Walkadavern und abgesunkenen, größeren Baumstämmen im tieferen Wasser oder der Tiefsee.

## Taxonomie
Die Ordnung wurde 1822 von André Étienne d’Audebert de Férussac aufgestellt. Nach Bouchet & Rocroi (2010) und Carter et al. (2011) werden der Ordnung Mytilida zwei Überfamilien zugeordnet:
- Ordnung Mytilida Férussac, 1822
  - †Überfamilie Modiolopsoidea P. Fischer, 1886
    - †Familie Colpomyidae Pojeta & Gilbert-Tomlinson, 1977
    - †Familie Saffordiidae Scarlato & Starobogatov, 1979
    - †Familie Goniophorinidae Sánchez, 2006
    - †Familie Modiolopsidae P. Fischer, 1886

  - Überfamilie Mytiloidea Rafinesque, 1815
    - Familie Miesmuscheln (Mytilidae)
    - †Familie Mysidiellidae Cox, 1956